# مورچه دزد
مورچه دزد (نام علمی: Solenopsis molesta) نام یک گونه از سرده مورچه آتشین است.